# Болотный короткоклювый крапивник
Болотный короткоклювый крапивник (лат. Cistothorus palustris) — вид певчих птиц из семейства крапивниковых (Troglodytidae). Широко распространён в Северной Америке. Выделяют 15 подвидов.

## Внешний вид
Это маленькая птица размером 104—140 мм и массой 9,0—14,0 г. Половой диморфизм отсутствует, но самец значительно крупнее самки. Тускло-чёрная макушка, верх спины с чёрным треугольным участком, полосатым с белым. Верх боков буро-коричневый, местами с чёрной полосой. Низ — беловатый, но с бурым налетом на боках и иногда поперек груди. Чёрная или бурая полоса на хвосте, наиболее отчетливая на внешних перьях.

## Распространение и места обитания
Эта маленькая птичка обитает в Канаде, Мексике и Соединённых Штатах. Местом их гнездования являются болота с высокой растительностью, такой как рогоз, по всей Северной Америке. На западе США некоторые птицы являются оседлыми жителями. Другие птицы мигрируют на болота и солончаки на юге США и в Мексике. Их негнездовой ареал находится на юге США и переходит в Мексику, а гнездовой — на северо-востоке США и переходит в Канаду.

## Поведение

### Вокализация
Песня самца — это громкое горловое бульканье, используемое для объявления о владении территорией. Западные самцы имеют более разнообразный репертуар.

### Питание
Эти птицы активно кормятся в растительности вблизи воды, изредка взлетая, чтобы поймать насекомых в полете. Питаются они в основном насекомыми, а также пауками и улитками. Было замечено, что муравьев и ос едят в основном осенью.

### Размножение
Гнездо представляет собой овальную конструкцию, прикрепленную к болотной растительности, вход в которую осуществляется сбоку. Самец строит много неиспользуемых гнезд на своей территории. Гипотеза о возможной причине, по которой самцы строят множество «поддельных» гнёзд на своей территории, заключается в том, что они являются местами ухаживания, а самки строят «гнездо для размножения», в которое откладывают яйца.
Самец может проколоть яйца и смертельно ранить птенцов других птиц, гнездящихся поблизости, включая свой вид (даже свое потомство) и красноплечих трупиалов, желтоголовых трупиалов и индейских волчков.
Кладка обычно состоит из 4—6 яиц, хотя их количество может колебаться от трех до десяти. Насиживают только самки.

## Классификация
Вид был описан Александром Вильсоном в 1810 году. Выделяют 15 подвидов.